# Ромбовидная пиранья

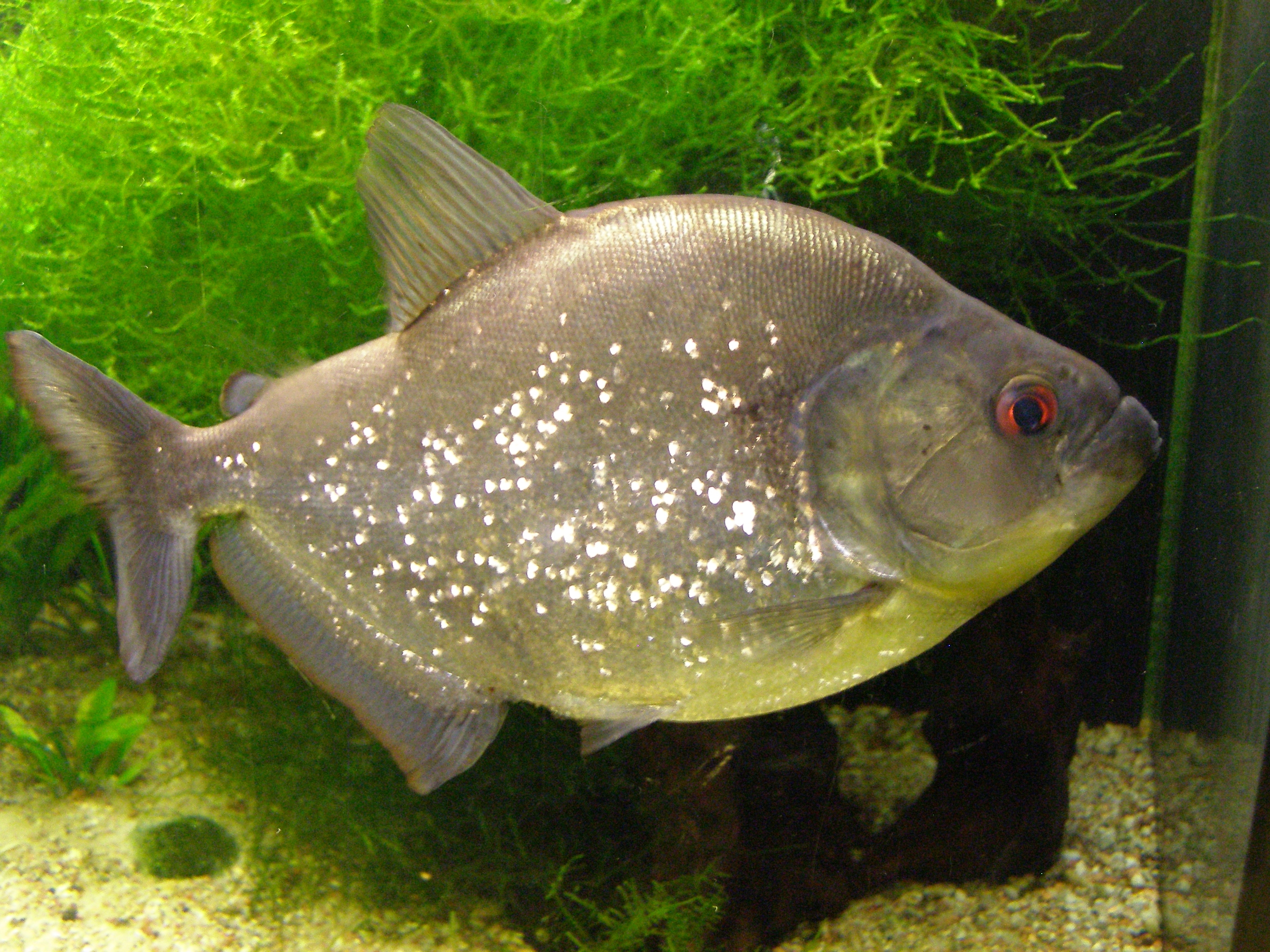
Ромбовидная пиранья

Ромбовидная пиранья (лат. Serrasalmus rhombeus) — вид крупных хищных лучепёрых рыб из семейства пираньевых (Serrasalmidae).
Обитает в реках Южной Америки, в бассейнах рек Амазонка и Ориноко, реках на севере и востоке Гвианского плоскогорья и прибрежных реках на северо-востоке Бразилии.
Достигает длины 41,5 см, вес до 3 кг. Живёт в различных по составу речных водах — от мягких чёрных вод до жёстких белых вод Амазонки, устойчива к изменениям химического состава природных вод. Имеет ромбовидную форму тела, чаще серебристый окрас чешуи. Мальки имеют удлиненную форму тела и тёмные пятна на чешуе, оранжевый или жёлтый оттенок брюшка.
Ромбовидная пиранья относится к активным хищникам, питается рыбой, членистоногими, а также некрупными рептилиями и млекопитающими, оказавшимися в воде. Подобная всеядность и другие факторы способствовали широкому распространению этого вида пираний. Несмотря на грозную внешность, этот вид пираний считается менее агрессивным, чем другие.

## Название
Эта рыба была долгое время известна как чёрная пиранья (Serrasalmus niger). Пока не установлено, является ли она одним видом или несколькими подвидами пираний. Различают чёрную перуанскую ромбовидную пиранью, бразильскую ромбовидную пиранью с сероватым оттенком чешуи и ромбовидной формой чешуй. Венесуэльская пиранья имеет ярко-красные глаза и серую окраску. Имеется также собственно название ромбовидная пиранья. Популяции рыб со светлой окраской называют белой пираньей, что принято как торговое название в аквариумистике, ранее считавшихся настоящей ромбовидной пираньей. Местным названием этих рыб является «Карибе-Охо-Рохо» (Caribe ojo rojo) — «Карибский красный глаз».
Ромбовидную пиранью содержат в аквариумах.